# Pray (canção)
"Pray" é uma canção do cantor e compositor inglês Sam Smith. A canção foi escrita por Sam Smith, Larrance Dopson, Darryl Pearson, Timbaland, Jose Valasquez e Jimmy Napes, com a produção de Timbaland. O seu lançamento ocorreu em 6 de outubro de 2017 através da Capitol Records, como single promocional de The Thrill of It All, álbum de estúdio do cantor a ser lançado em 2017.

## Antecedentes
Em 4 de outubro de 2017, Smith fez uma publicação em que mostrou um trecho da canção juntamente com sua data de lançamento. Na sua conta do Twitter, disse que "eu espero que vocês amem "Pray". Espero que a canção seja sua amiga naqueles momentos obscuros de profunda confusão e carência. Amo todos vocês." À revista Billboard, explicou que "a canção "Pray" foi influenciada pelo tempo em que ficou no Iraque, durante a organização da instituição beneficente War Child no local. Fiquei cinco dias em Mossul e voltei envergonhado de ter conhecido tão pouco sobre e o mundo e sobre a vida das pessoas. Dirigi-me àquela citação de Nina Simone sobre a importância de fala sobre os tempos em que você mora. Eu não fiz aquilo. Eu simplesmente escrevi inúmeras canções sobre o amor, então, eu escrevi sobre como sou agora com os olhos mais abertos. Aos vinte e cinco anos, olho para o que está acontecendo no mundo, mas nem sempre é bonito."

## Recepção da crítica
O crítico Daniel Kreps, da revista Rolling Stone, chamou "Pray" de uma "canção com inspiração gospel", que é "inspirada pelo Evangelho, mas entendida pelas batidas de Timbaland." Winston Cook-Wilson, da revista Spin, considerou a canção "um meio de reposição R&B e um meio de reposição evangelística." Nick Reilly, da NME, escreveu que "a trilha infundida da alma apresenta o trabalho produtivo e completo de Timbaland com o apoio de um coral." Alex Ross, da revista Vice, considerou uma "balada downtempo de soul que mostra a versatilidade musical de Smith, evocando um clima mais dramático." Ainda na avaliação da Spin, Lauren O'Nelil disse que "a canção segue muito bem a estrutura de "Too Good at Goodbyes", dando maior ênfase à voz de Smith." Mike Wass, da publicação Idolator, escreveu que a música "apresenta aspectos do hip hop em sua sonoridade, encontrando um caminho com questões mundiais."

## Performances ao vivo
Em 7 de outubro de 2017, Sam performou "Pray" e "Too Good at Goodbyes" no programa Saturday Night Live.

## Charts
| Chart (2017)                                  | Peak position |
| --------------------------------------------- | ------------- |
| Australia (ARIA)                              | 45            |
| Canadá (Canadian Hot 100)                     | 44            |
| República Checa (Singles Digitál Top 100)     | 40            |
| França (SNEP)                                 | 125           |
| Irlanda (IRMA)                                | 53            |
| Nova Zelândia (RMNZ)                          | 1             |
| Escócia (Scottish Singles Chart)              | 41            |
| Eslováquia (Singles Digitál Top 100)          | 32            |
| Suécia (Sverigetopplistan)                    | 45            |
| Suíça (Schweizer Hitparade)                   | 27            |
| Reino Unido (UK Singles Chart)                | 39            |
| Estados Unidos (Billboard Hot 100)            | 55            |
| Estados Unidos (Billboard Adult Contemporary) | 28            |

## Créditos
- Sam Smith – composição, vocal
- Larrance Dopson – composição
- Darryl Pearson – composição, violão
- Timbaland – composição, produção, programação de bateria, bateria, percussão e programação
- Jose Valasquez – composição
- Jimmy Napes – composição, produção
- Steve Fitzmaurice – produção, engenharia e mixagem
- Bob Ludwig – engenharia de masterização
- Gus Pirelli – engenharia
- Darren Heelis – engenharia e programação de bateria
- Jodi Milliner – baixo
- LaDonna Harley-Peters – background vocal
- Vula Malinga – background vocal
- The LJ Singers – background vocal
- Vicky Akintola – background vocal
- Patrick Linton – background vocal
- Isabel Grundy Gracefield – engenharia assistente de gravação
- Steph Marziano – engenharia assistente de gravação
- John Prestage – engenharia assistente de gravação
- Will Purton – engenharia assistente de gravação
- Darren Heelis – engenharia, programação de bateria
- Earl Harvin – bateria, percussão
- Ben Jones – violão
- Reuben James – órgão
- Lawrence Dopson – piano
- Simon Hale – strings
- Richard George – strings
- Bruce White – strings
- Everton Nelson – strings
- Ian Burdge – strings
- Lawrence Johnson – arranjo de vocal